# Панасенко Григорій Тарасович
Григорій Тарасович Панасенко (нар. 1897, село Єлисеївка — розстріляний 10 липня 1938, місто Орджонікідзе, тепер Владикавказ, Росія) — український радянський діяч, відповідальний секретар Кам'янець-Подільського окружного комітету КП(б)У.

## Біографія
До 1918 року служив у російській армії.
Член РКП(б) з 1918 року.
У 1918—1919 роках — на профспілковій роботі в місті Сизрані Симбірської губернії.
У 1919 році — на підпільній роботі в Катеринославській губернії.
У 1925 році закінчив комуністичний університет.
У листопаді 1928—1930 роках — відповідальний секретар Кам'янець-Подільського окружного комітету КП(б)У.
У 1932—1933 роках — відповідальний інструктор ЦК КП(б)У.
У 1933—1934 роках — партійний організатор, в політичному відділі в місті Козлові (Мічурінську) Центрально-Чорноземної області.
У 1934—1936 роках — начальник політичного відділу Козловського району Московсько-Казанської залізниці; заступник начальника політичного відділу в місті Калуга Московської області.
У 1936—1937 роках — заступник начальника політичного відділу Північно-Кавказької залізниці.
У 1937 році — начальник відділу кадрів Орджонікідзевської залізниці в місті Орджонікідзе.
1937 року заарештований органами НКВС. 10 липня 1938 року засуджений до розстрілу, розстріляний.
Посмертно реабілітований.